# Hypena abyssinialis
Hypena abyssinialis är en fjärilsart som beskrevs av Achille Guenée 1854. Hypena abyssinialis ingår i släktet Hypena och familjen nattflyn. Inga underarter finns listade i Catalogue of Life.